# Qardho
Qardho ou Gardo é uma pequena cidade histórica no sul do auto-proclamado Estado autônomo da Puntlândia, na Somália. Ela é a capital do distrito de Qardho, região de Bari. A cidade é habitada pelo sub-clã Osman Mahamoud pertencente ao clã de Majeerteen, pelo sub-clã arabe Mohamud Salah pertencente ao clã árabe de Meheri, e pelos sub-clãs Ali Saleebaan e Dashiisle.